# Utta Danella: Pražské tajemství
Utta Danella: Pražské tajemství (německy Utta Danella: Prager Geheimnis) je německý romantický film z roku 2012 režírovaný Marcem Serafinim.

## Děj
Christine a Claudius slaví 50. výročí společného života. Na oslavě se znenadání objeví Anica, Claudiova dcera, o které ale nevěděl. Matkou Anici je pražská zlatnice Edita, se kterou měl kdysi Claudius aférku a která vychovávala Anicu sama.
Claudius se rozhodne jet do Prahy a vezme s sebou vnučku. Nějakou dobu stráví v Praze a vnučka si v Praze najde i kamaráda.
Po návratu domů Claudius zjistí, že se na něj Christine zlobí. Claudius se s ní snaží udobřit, ale moc se mu nedaří. Nakonec se spolu ale přece jenom udobří. Christine Claudiovi sdělí, že jí ani tak nevadí, že má nemanželskou dceru, jako to, že se ki aférce nedokázal přiznat.

## Obsazení
| Peter Weck             | Claudius  |
| Gerlinde Locker        | Christine |
| Anna Bertheau          | Sophie    |
| Matthias Schloo        | Jan       |
| Sepp Schauer           | Thilo     |
| Katharina Schubert     | Maren     |
| Ellenie Salvo González | Anica     |
| Brigitte Karner        | Editha    |